# Alameda (kommun)
Alameda är en kommun i Spanien.   Den ligger i provinsen Provincia de Málaga och regionen Andalusien, i den södra delen av landet, 400 km söder om huvudstaden Madrid. Antalet invånare är 5 504.